# Кралупи на Влтави
Кралупи на Влтави (чеш. Kralupy nad Vltavou) град је у Чешкој Републици, у оквиру историјске покрајине Бохемије. Кралупи на Влтави је највећи град управне јединице Средњочешки крај који није седиште засебног округа, него се налази у у оквиру округа Мјелњик.
Град Кралупи на Влтави је данас највеће предграђе Прага.

## Географија
Кралупи на Влтави се налазе у средишњем делу Чешке републике. Град је удаљен од свега 25 km северно од главног града Прага.
Кралупи на Влтави су смештени у области средишње Бохемије, на реци Влтави. Надморска висина града је око 180 m. Град је долинском подручју реке, а јужно од града издиже се Чехоморавско побрђе.

## Историја
Подручје Кралупа на Влтави било је насељено још у доба праисторије. Насеље под данашњим називом први пут се у писаним документима спомиње 1253. године. Међутим, све до касног 19. века насеље је било село. Развој и ширење оближњег Прага довели до наглог раста града у последњих 150 година. Насеље тек 1902. године добило градска права, а у наредним деценијама ширењем је обухватило неколико оближњих села.
1919. године Кралупи на Влтави је постао део новоосноване Чехословачке. У време комунизма град је нагло индустријализован. После осамостаљења Чешке дошло је до опадања активности тешке индустрије и до проблема са преструктурирањем привреде.

## Становништво
Кралупи на Влтави данас има око 17.000 становника и последњих година број становника у граду лагано расте. Поред Чеха у граду живе и Словаци и Роми.

## Партнерски градови
- Шабац
- Хенигсдорф
- Икаст
- Банјил на Мору
- Коморан

## Галерија
- Римокатоличка црква са окружењем
- Кеј у граду
- Главна градска школа
- Комунистичка изградња